# Gustavo Sedano
Gustavo Sedano Aranda (ur. 6 marca 1974 w Guadalajarze) – meksykański piłkarz występujący na pozycji bramkarza.

## Kariera klubowa
Sedano pochodzi z Guadalajary i jest wychowankiem akademii juniorskiej tamtejszego klubu Chivas de Guadalajara. Do pierwszej drużyny został włączony przez brazylijskiego szkoleniowca Ricardo Ferrettiego dopiero w wieku 23 lat, po kilku sezonach występów w rezerwach. W meksykańskiej Primera División zadebiutował 22 lutego 1998 w zremisowanym 1:1 meczu z Leónem i już do końca sezonu był podstawowym bramkarzem swojej ekipy. W tym samym roku wziął także udział w turnieju Copa Libertadores, kiedy to Chivas zostało pierwszą drużyną z Meksyku, która została zaproszona przez CONMEBOL do tych południowoamerykańskich rozgrywek. Swój udział w Pucharze Wyzwolicieli klub zakończył już jednak w fazie grupowej. W jesiennym sezonie Invierno 1998 wywalczył z Chivas tytuł wicemistrza Meksyku, lecz pełnił wówczas jedynie rolę rezerwowego dla Martína Zúñigi. Po tym sukcesie nigdy więcej nie wystąpił już w drużynie Chivas, rozgrywając spotkania wyłącznie w rezerwach.
Latem 2001 Sedano został zawodnikiem drugoligowego zespołu Tigrillos Saltillo, pełniącego funkcję rezerw pierwszoligowej drużyny Tigres UANL z siedzibą w mieście Monterrey. Po udanych wiosennych rozgrywkach Verano 2002, kiedy to w roli podstawowego golkipera doszedł z Tigrillos do dwumeczu finałowego Primera División A, został przesunięty do pierwszej ekipy Tigres. Tam początkowo pełnił rolę alternatywnego bramkarza dla Oscara Dautta, lecz od listopada 2002 do marca 2003 wygrywał z nim rywalizację i regularnie pojawiał się na boiskach w wyjściowej jedenastce. Po upływie roku odszedł do drugoligowgo klubu Lagartos de Tabasco, gdzie spędził kolejne dwanaście miesięcy, lecz bez większych sukcesów. Wiosną 2005 przez pół roku pełnił rolę rezerwowego w Querétaro FC, również z drugiej ligi meksykańskiej, a do najwyższej klasy rozgrywkowej powrócił w lipcu 2005, podpisując umowę z drużyną Dorados de Sinaloa z miasta Culiacán. Tam nie rozegrał jednak żadnego spotkania, będąc rezerwowym dla Cirilo Saucedo, a profesjonalną karierę piłkarską zakończył w wieku 33 lat w barwach drugoligowego Club Tijuana, później krótko pracując w sztabie szkoleniowym tego zespołu.